# جيرونيمو نيتو
جيرونيمو نيتو (بالبرتغالية: Jerónimo Neto‏) مواليد 3 نوفمبر 1967 في لواندا، هو لاعب كرة يد أنغولي معتزل. مثل منتخب أنغولا لكرة اليد للسيدات.

## سجل المنافسة
شارك في البطولات التالية:
- الألعاب الأولمبية الصيفية 2000
- الألعاب الأولمبية الصيفية 2008